# Арг-е Бам
Арг-е Бам (перс. ارگ بم‎, «крепость Бам») — наиболее крупный и древний образец персидской глинобитной крепости из самана. Эта крупнейшая в мире глинобитная постройка расположена на Великом шёлковом пути в иранском городе Бам (провинция Керман). Одна из главных достопримечательностей Ирана.
Памятник состоит из архитектурных наслоений различных эпох, включая реставрационные воздействия послевоенного времени. Древнейший пласт Бамской цитадели составляет «Девичья крепость», строительство которой было начато в VII веке, вероятно, ещё Сасанидами. Внутри крепости — несколько мавзолеев XII века и 38 дозорных башен, а также резиденция наместника Сефевидов и соборная мечеть XVIII века. Уникально старинное здание для получения и хранения льда. Стены Арг-е Бама не раз перестраивались; их окружает ров шириной в 10-15 метров.
Золотой век Бама закончился в XII веке из-за нашествий тюркских кочевников, а затем и монголов. Начало возрождению Бамской цитадели положил Тамерлан. Залогом её процветания служили подземные ирригационные каналы — кяризы, древнейшие из которых были сооружены ещё до нашей эры.
Землетрясение в Баме (2003) унесло жизни 26 тысяч жителей города и серьёзно повредило 80 % сооружений. Обеспокоенное состоянием цитадели, ЮНЕСКО спешно занесло Бам и его культурный ландшафт в число памятников Всемирного наследия, одновременно занеся в список Всемирного наследия под угрозой уничтожения (исключён из последнего в 2013 году).

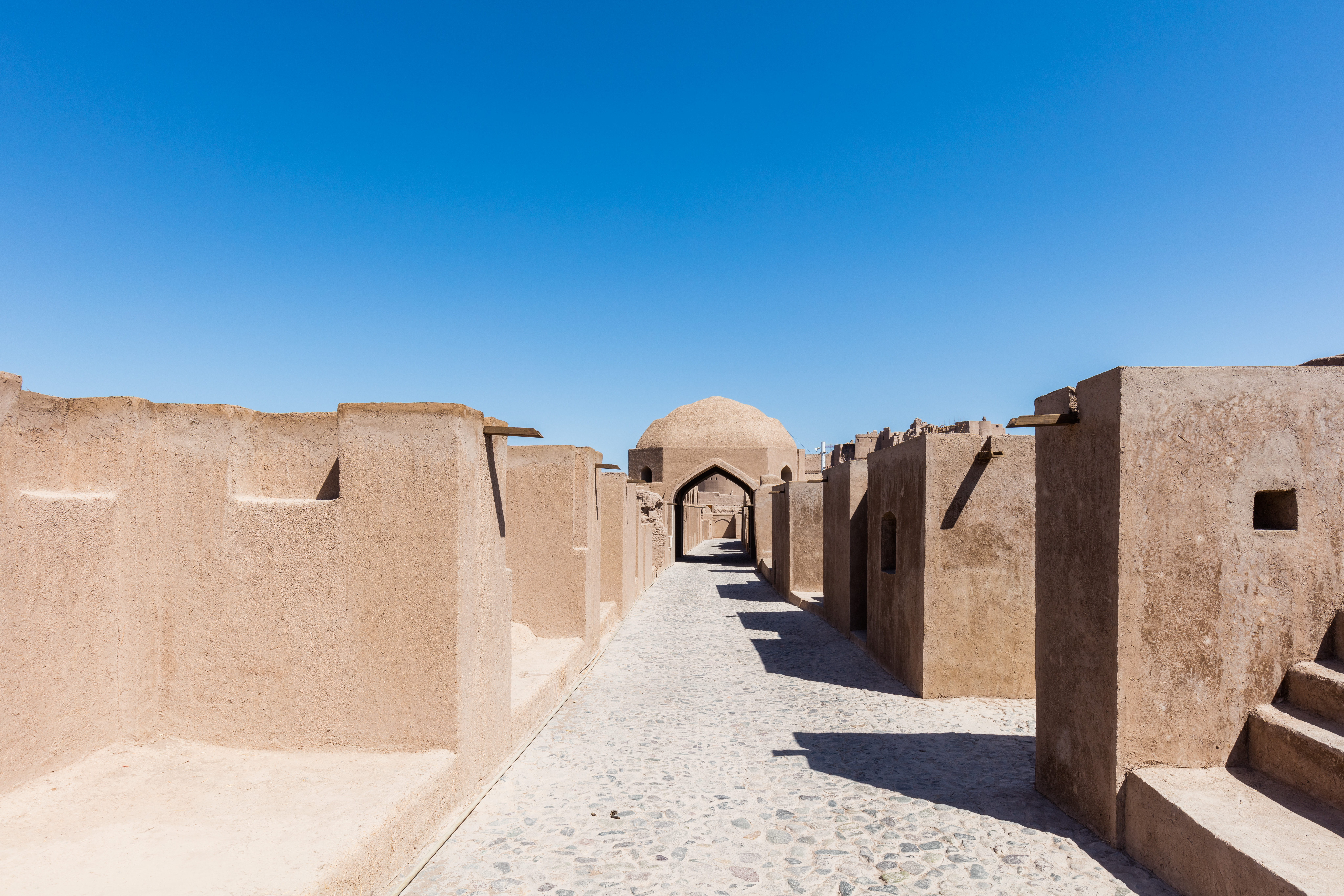
Арг-е Бам в 2016 году